# Crnogorsko-hrvatska granica
Hrvatska i Crna Gora imaju kopnenu granicu dugačku 22,6 km. U odnosu na Hrvatsku, crnogorska se granica nalazi na samom jugoistoku zemlje i najkraća je hrvatska kopnena granica. U odnosu na Crnu Goru, hrvatska granica se nalazi na središnjem zapadnom kraju Crne Gore i također je najkraća od svih crnogorskih kopnenih granica.

## Povijest

### Razgraničenje do 1918.
Hrvatska je prije uspostave Jugoslavije imala kao Trojedna Kraljevina Hrvatska, Slavonija i Dalmacija granicu prema Kraljevini Crnoj Gori.

### U kraljevini Jugoslavija
U Kraljevini Jugoslaviji, a i u SFRJ, srpska je politika težila oduzeti Hrvatskoj njen krajnji jug, već od 1918., a temelji su postavljeni djelovanjem velikosrpskih agenata znatno prije. Krenulo se od Boke kotorske iz Kraljevine Dalmacije[Ovu rečenicu treba bolje formulirati]. Kod podjele Kraljevine Jugoslavije na banovine, Zetskoj banovini pridijeljen je cijeli terotorij nekadašnje Dubrovačke Republike.

### Razgraničenje u Drugoj Jugoslaviji
Današnja granica Republike Hrvatske i Republike Crne Gore baštini razgraničenje Federalne Države Hrvatske odnosno Narodne Republike Hrvatske u razdoblju 1945. – 1956. godine.
Granice prema susjednim državama (ponajprije Italiji, ali i Mađarskoj) bile su u Jugoslaviji dopušteni javni interes, pa su mediji opširno pisali o jugoslavenskim zahtjevima, a nastojali su i mobilizirati stanovništvo kako bi demonstrirali opću podršku državnoj politici. Međurepubličke granice su, naprotiv, bile prekrivene šutnjom. Premda su te granice kolokvijalno poznate kao avnojevske granice, one su godinama nakon osnutka AVNOJ-a bile proizvoljno mijenjane. K tome, većina ključnih odluka kao da je donesena usmeno: nema im pisanog traga, ali su ostale posljedice.
Današnja hrvatska granica s Crnom Gorom uspostavljena je tek 1947., kada je Crna Gora od BiH preuzela Sutorinu.:str. 54  Vlastima u Zagrebu Vinko Foretić, arhivist iz Dubrovnika, poslao je prijedlog podjele Boke kotorske počevši ga riječima[Zadovoljava li ovo pismo Vinka Foretića kriterij važnosti?]: 
Završio je riječima: 
Hrvatske vlasti se nisu obraćale Crnoj Gori s prijedlozima podjele Boke kotorske, te je ona, osim poluotoka Prevlake, u cijelosti pripala Crnoj Gori.

### Granični spor nakon raspada SFRJ

#### Granični spor o Prevlaci
Pokušaja izigravanja međurepubličke crte na štetu Hrvatske bilo je u SFRJ. Prijedloga revizije granice bilo je s crnogorske strane listopada 1991. nakon što je već Hrvatska u lipnju proglasila neovisnost. S mirnog prijedloga prešli su nedugo potom na vojnu agresiju na Hrvatsku. Prevlaka je, kao i gotovo cijeli jug Hrvatske, bila pod nadzorom JNA sve do Operacije Konavle (20. do 24. listopada 1992.) u kojoj je HV vratila nadzor nad Konavlima i krajnim jugom Hrvatske.
Temeljem sporazuma potpisanog u Ženevi 30. rujna 1992., nakon jednogodišnje okupacije, JNA je napustila Konavle. Poluotok Prevlaku i okolicu posljednji jugoslavenski vojnik napustio je 20. listopada 1992. Sukladno dogovoru, vojni promatrači OUN-a raspoređeni na područje Prevlake i njezina okružja 15. listopada 1992., zajedno s Motriteljskim izaslanstvom Europske zajednice. Dana 1. veljače 1996., nadzor nad poluotokom Prevlakom preuzeo je UNMOP (Izaslanstvo promatrača Ujedinjenih naroda u Prevlaci).
Izaslanstvo je bilo zaduženo za područje poluotoka Prevlake i okolice u Hrvatskoj te susjedna područja u Crnoj Gori (koja je tada bila dio Savezne Republike Jugoslavije).
Dana 15. prosinca 2002. Vijeće sigurnosti donijelo je odluku o prekidu ovlasti Ujedinjenih naroda nad područjem Prevlake i okružja te njegovoga ponovnog uključenja u sastav Hrvatske. Pet dana kasnije povukli su se vojni promatrači i ukinuto je Izaslanstvo promatrača Ujedinjenih naroda na Prevlaci.
I otočić Mamula, zemljopisno bliže crnogorskoj obali, koji je od 1838. upisan u katastar crnogorske općine Radovanići, se u početku spominjao kao sporno područje. 

#### Spor o granici na moru
Dok je razgraničenje na kopnu riješeno, morska granica između dviju država kod Prevlake još nije definirana. Dok su granice na kopnu naslijeđene direktno iz SFR Jugoslavije, razgraničenje na moru između republičkih sastavnica te zemlje nije postojalo. U ovakvim slučajevima granicu na moru definira UN-ova Konvencija o pravu mora, po kojoj se morska granica kreće crtom sredine između kopnenih točaka dviju država – sve dok se te države ne dogovore drugačije.

## Granični prijelazi
Zbog kratke granice, samo su dva granična prijelaza između Hrvatske i Crne Gore:
- Karasovići (Hrvatska) - Debeli Brijeg (Crna Gora) i Vitaljina (Hrvatska) - Kobila (Crna Gora)